# Irpa abyssicola
Irpa abyssicola is een zeekomkommer uit de familie Elpidiidae.
De wetenschappelijke naam van de soort werd in 1879 gepubliceerd door Daniel Cornelius Danielssen & Johan Koren.